# ドゥアラ語
ドゥアラ語（Duala、Douala、Diwala、Dwela、Dualla、Dwala）はカメルーンに居住するドゥアラ族によって話されている言語である。ドゥアラ語はバントゥー語群に属する言語であり、ドゥアラ諸語と呼ばれる下位グループを構成している。

## 歴史
ドゥアラ語が現在のカメルーンで話されるようになったのは1650年のことで、話し手たちはコンゴ地域から後のドゥアラ市となるヴリ川（Wouri River）の河口（参照: en:Wouri estuary）へと移住してきた者たちである。1845年には現在のドゥアラにおいてキリスト教の伝道施設が開設され、1875年までにカメルーンの多種多様な民族間でのリングア・フランカとして機能するようになった。ドゥアラ語は現在カメルーン最大の都市であるドゥアラ市において交易・教会・教育・意思疎通（伝統的なトーキングドラム）といったあらゆる場面で用いられている。

## 方言
Lewis, Simons & Fennig (2015) によればドゥアラ語には以下の4種類の方言が存在する。
- Bodiman
- Mungo (別名: Mongo、Mungu、Muungu)
- Oli (別名: Ewodi、Koli、Ouri、Uli、Wouri、Wuri)
- Pongo

## 正書法および音韻論
ドゥアラ語の正書法は次に述べるような経緯により成立した。バーゼルの福音主義派の宣教師たちがカール・マインホフ（Carl Meinhof）教授の助けを借りて、主に話し言葉を考慮した簡略化された音声表記を確立し、1901年に刊行した Male ma Peńa で使用して以来この方式が大方踏襲されてきた。その後1955年になって Bete̱sedi ońola tila la bwambo ba Duala〈ドゥアラ語の正書法の規則集〉という仮綴じ本によりいくつかの修正が加えられ、ヨハネス・イットマン（Johannes Ittmann; 1939年にこの言語の文法書を刊行）、マンフレート・ンケンベ（Manfred Nkembe）、マルティン・イトンド（Martin Itondo）、パウル・ヘルムリンガー（Paul Helmlinger; 1972年にこの言語の辞書を刊行）からなる委員会による後の刊行物で確立された。
ドゥアラ語のアルファベットは次の通りである: a、b、c、d、e、e̱、f、g、h、i、j、k、l、m、n、ṅ、ń、o、o̱、p、r、s、t、u、w、y。このうち、
- 母音字 e̱ は /ɛ/、o̱ は /ɔ/ である[4]。
- 子音字 c および j は英語の John や church に見られるような破擦音である[4]。
- 子音字 g はいくつかの借用語を除き、必ず前鼻音化した状態で現れる（/ᵑɡ/）[4]。
- 子音字 ṅ は軟口蓋鼻音 /ŋ/ である[4]。
- 子音字 ń は硬口蓋鼻音 /ɲ/ である[4]。
- 子音字 w や y /j/ は半母音で母音間に見られる場合があるが、音韻には関係しない（例: uwe̱le̱ もしくは ue̱le̱ /ú(w)ɛ̀lɛ̀/〈訊く〉[注 1]; bele̱ye̱ もしくは bele̱e̱ /bèlɛ̀(j)ɛ̀/〈(誰かを) 呼ぶ〉）[4]。
- 母音間で現れる子音字 l は /d/ の異音である（例: judi あるいは juli /d͡ʑúdí/ ([d͡ʑúdí~d͡ʑúlí])〈お腹いっぱい〉）[5]。

Helmlinger (1972) では語ごとに高声調・低声調・上昇調（低-高の組み合わせからなるもの）・下降調（高-低の組み合わせからなるもの）の4種類の声調のいずれかが見られるとされている。